# Hadjera Zerga
Hadjera Zerga là một đô thị thuộc tỉnh Bouira, Algérie. Dân số thời điểm năm 2002 là 3.216 người.